# 撒马笃
撒马笃（?—?），元朝大臣，畏兀儿人，元惠宗时中书平章政事，察乃的儿子。
撒马笃担任江浙等处行中书省参知政事时，参与修撰《宋史》。至正九年（1349年），担任中书参知政事，当时右丞相脱脱排挤左丞相贺太平，指使监察御史汝中柏弹劾。撒马笃深深不平，于是被罢职。